# Piper raapii
Piper raapii är en pepparväxtart som beskrevs av C. Dc.. Piper raapii ingår i släktet Piper och familjen pepparväxter. Inga underarter finns listade i Catalogue of Life.